# 水獺屬
水獺屬（學名Lutra）包括兩種產于歐洲和亞洲的水獺。
- 歐亞水獺 Lutra lutra
  - 日本水獺 Lutra lutra nippon
- 毛鼻水獺 Lutra sumatrana